# Marco Fu
Marco Fu Ka-chun (傅家俊), mer känd som Marco Fu, född 8 januari 1978, är en professionell snookerspelare från Hongkong.
Fu emigrerade tillsammans med sina föräldrar från Hongkong till Kanada vid 12 års ålder, men återvände till Hongkong sex år senare för att påbörja sin snookerkarriär. 

## Karriär
Marco Fu blev professionell 1998, och nådde samma år finalen i Grand Prix, dit han på vägen bland annat slog ut Ronnie O'Sullivan. Han steg snabbt på rankingen, och år 2000 var han rankad 15:e i världen. Samma år gjorde han även sitt första maximumbreak.

### 2003-2009
Därefter följde några tyngre år för Fu, men han svarade för en av de största sensationerna i VM:s historia, då han 2003 som oseedad slog ut Ronnie O'Sullivan i första omgången. Han nådde dock inga större framgångar alls förrän 2006, då han gick till semifinal i VM, där han förlorade mot Peter Ebdon. Fu hade legat under med 9-15 i semifinalen, som spelades först till 17 frames, men kämpade sig tillbaka till 16-16, och såg ut som en vinnare. Men Ebdon vann det sista framet, och gick till final.
Året därpå, 2007, vann Fu äntligen sin första rankingtitel, då han i finalen i Grand Prix återigen slog Ronnie O'Sullivan med 9-6, efter att ha legat under med 4-3. Fu blev därmed den tredje asiatiske spelaren (efter Ding Junhui och James Wattana) att vinna en rankingturnering. Under resten av säsongen 2007/2008 visade Fu fortsatt god form, och gick långt i flera turneringar, trots att han behövde kvala sig dit. 
Inför säsongen 2008/09 var Fu rankad på plats 14, och behövde därmed inte kvala till turneringarna. Hans bästa resultat var finalplatsen i höstens viktigaste turnering UK Championship, där han föll mot Shaun Murphy med 9-10.

### 2020-2022
Från februari 2020 till april 2022 gjorde Marco Fu uppehåll i sin professionella tävlingskarriär både på grund av Covid-19 men också för att läka efter ögonoperation.

## Titlar

### Rankingtitlar
- Grand Prix - 2007
- Australian Open - 2013[3]
- Scottish Open - 2016[4]

### Övriga titlar
- Premier League - 2003
- Championship League - 2010
- European Tour (event 5) - 2015[5]